# Quốc kỳ Sudan

Tỷ lệ cờ: 1:2

Quốc kỳ Sudan (tiếng Ả Rập: علم السودان), công nhận ngày 20 Tháng Năm năm 1970, gồm ba dải ngang màu đỏ, trắng, đen theo thứ tự từ trên xuống dưới. Mé cán cờ có một hình tam giác cân màu lục.
Trước cuộc đảo chính năm 1969 khi Gaafar Nimeiry lên nắm quyền thì cờ Sudan có ba dải ngang màu lam, vàng, và lục.
Lá cờ hiện hữu có nhiều điểm tương đồng với cờ Libya vào thời kỳ 1969-1972, chỉ khác ở hình tam giác. Nó cũng hơi giống lá cờ của Palestine.

## Lịch sử

Quốc kỳ Sudan (1956-1970)